# Junia Calvina
Junia Calvina († na 79) (PIR2 I 0856) was een vrouw uit de gens Junia, een belangrijke Romeinse familie in de vroege keizertijd.
Junia Calvina was de dochter van Marcus Junius Silanus Torquatus, die in 19 consul was, en Aemilia Lepida. Via haar moeder stamde ze af van keizer Augustus, Marcus Vipsanius Agrippa en Marcus Aemilius Lepidus en behoorde daarmee tot een van de meest geziene families onder de latere keizers van de Julisch-Claudische dynastie. Zij was de jongere zus van Decimus Junius Silanus Torquatus, Marcus Junius Silanus Junia Silana en Lucius Junius Silanus.
Tacitus beschrijft Junia Calvina als een "uitgesproken mooie, maar ook onbeschaamde" vrouw. Rond 46/47 trouwde zij met Lucius Vitellius (de zoon van de gelijknamige drievoudig consul), maar snel daarna kwam het tot een echtscheiding.
In 48 werd Junia Calvina door Lucius Vitellius, tot kort daarvoor haar schoonvader, beschuldigd van incest met haar broer Lucius Junius Silanus. Vitellius deed de beschuldiging om Agrippina te helpen, met wie keizer Claudius van zins was te trouwen. Silanus was namelijk verloofd met Claudius' dochter Claudia Octavia, maar Agrippina wilde dat haar zoon Lucius Domitius Ahenobarbus (de latere keizer Nero) met haar zou trouwen, zodat de weg naar het keizerschap voor hem open zou liggen. De beschuldigingen leidden ertoe dat Silanus zelfmoord pleegde en dat Junia Calvina in 49 uit Italië verbannen werd. Keizer Claudius bracht in het woud van Diana offers ter verzoening van bloedschande.
In 59 mocht haar zuster Junia Silana, die eveneens in ballingschap leefde omdat zij zich tegen Agrippina had gekeerd, terugkeren naar Italië. Mogelijk gold dit ook voor Calvina.
Keizer Vespasianus verwees op zijn sterfbed in 79 naar Junia Calvina als een van de laatste nog in leven zijnde nakomelingen van keizer Augustus. Calvina's sterfdatum is onbekend.
In Tibur is een inscriptie gevonden die het grafschrift vormde van Tyrannis, de vrouw van Thymelus en de lievelingsslavin van Junia Calvina:
Calviniae /
M(arci) Silani fil(iae) /
delicio(!) /
Iuniae Sp(uri) f(iliae) Tyrannidi /
uxori optumae /
C(aius) Albius Livillae l(ibertus) /
Thymelus Herc(ulaneus) /
Augustalis